# Antonia (figlia di Marco Antonio Cretico)
Antonia (Roma, 85 a.C. – 55/46 a.C.) è stata la figlia primogenita di Marco Antonio Cretico e di Giulia Antonia; ripudiata la prima moglie, Numitoria di Fregelle, di basso rango e poco utile alla sua carriera politica, il Cretico era stato fidanzato per volere del padre con Giulia, la giovane figlia di Lucio Giulio Cesare, console del 90 a.C..

## Biografia
Solo dopo l'uccisione del padre Marco Antonio Oratore, e la temporanea pausa degli aspri conflitti fra mariani e sillani, Marco Antonio Cretico riuscì a concludere il patto matrimoniale che lo legava astutamente alla potente gens Iulia. Primo frutto di questo secondo matrimonio di Marco Antonio Cretico fu Antonia nata nell'85 a.C.; seguirono a ruota Marco Antonio, futuro triumviro, nato nel gennaio 83 a.C., Gaio Antonio nell'82 a.C. e Lucio Antonio nell'81 a.C..
Alla morte improvvisa del Cretico nel 71 a.C. la famiglia degli Antonii subì un duro tracollo finanziario che venne superato grazie all'oculata amministrazione familiare di Giulia e all'aiuto finanziario del fratello Lucio Giulio Cesare, console nel 64 a.C..
Attorno al 65 a.C. Antonia sposò Publio Vatinio che, sotto l'egida di Lucio Cesare, zio della sposa, intraprese una rapida carriera politica che lo portò in anni successivi ad ottenere anche le cariche di questore, tribuno della plebe e console.
È quasi certo che Antonia sia morta in giovane età, attorno al 50 a.C.; era infatti ancora in vita all'epoca del processo al marito nel 56 a.C. (Cic. In Vat. 28; Schol.Bob. 149 St.) ma già morta nel 45 a.C., quando Cicerone ricorda Pompeia (Cic. ad.fam. V 11, 2) seconda moglie di Vatinio.

## Fonti antiche
- Cicerone, Ad familiares, V 11,2.
- Cicerone, In Vatinium, 28.